# Notker, o Gago
Notker, o Gago, O.S.B. (em latim: Notker Balbulus), conhecido ainda como Notker I, Notker, o Poeta e Notker de São Galo, foi um músico, poeta e monge beneditino na Abadia de São Galo, no território da moderna Suíça. É geralmente creditado como sendo o "monge de São Galo" ("Monachus Sangallensis") que assinou a obra "De Carolo Magno", um livro de anedotas sobre o imperador Carlos Magno.

## Biografia
Notker nasceu por volta de 840 numa família de alguma distinção, possivelmente em Jonschwyl, às margens do rio Thur, para o sul de Wil, no moderno cantão de São Galo; algumas fontes reivindicam Elgg como sua terra natal. Estudou com Tuotilo na escola do mosteiro e foi aluno de Iso e Moengall. Tornou-se monge e aparece como bibliotecário em 890 e como mestre dos convidados em 892-94. Porém, Notker atuava principalmente como professor e demonstrou um gosto refinado como poeta e escritor. Eceardo IV (Ekkehard IV), o biógrafo dos monges de São Galo, elogia Notker descrevendo-o como "de corpo delicado, mas não a mente, gago da língua, mas não do intelecto, avançando corajosamente nas coisas divinas, um veículo do Espírito Santo sem igual em seu tempo". 
Notker morreu em 912 e foi beatificado em 1512.

## Obras
Notker completou a "Crônica" de Ercanberto, organizou um martirológio, compôs uma biografia em verso de São Galo e foi autor de inúmeras obras, cujo número está constantemente aumentando.
Sua "Liber hymnorum", escrita entre 881 e 887, é uma coleção de sequências que ele chamou de "hinos", poemas mnemônico destinados a ajudar na lembrança de uma série de alturas durante um melisma no cantochão, especialmente a "Alleluia". Não se  sabe quantas ou quais obras contidas na coleção são de sua autoria. O hino "Media Vita", por exemplo, foi erroneamente atribuído a ele no fim da Idade Média.
Eceardo IV cita cinquenta sequências escritas por Notker, que já foi considerado o inventor da sequência, uma nova espécie de lírica religiosa, o que atualmente se considera duvidoso, embora ele tenha de fato sido o introdutor do gênero na Germânia. Já foi costume no passado se prolongar o Alleluia, antes da leitura do Evangelho durante a missa, modulando por meio de uma série de tons habilmente harmonizados. Notker aprendeu como encaixar as diferentes sílabas de um texto latino nos tons da melodia, uma forma de poesia chamada sequência e antigamente chamada de "júbilo" (nome de origem incerta). De 881 a 887, Notker dedicou uma coleção deste tipo de versos ao bispo Liutuardo de Vercelli, mas não se sabe quais ou quantas são de sua própria autoria.

## Monge de São Galo
Monge de São Galo (em latim: Monachus Sangallensis), um nome não contemporâneo atribuído por estudiosos modernos, foi o autor do século IX de um volume de anedotas didáticas eulogísticas sobre o imperador Carlos Magno e que se considera atualmente como sendo Notker, o Gago. Este monge é conhecido por ter sido fluente na língua germânica de Turgóvia, a apenas alguns quilômetros de São Galo, uma região próxima da de onde se acredita ter nascido Notker. Ele próprio conta que foi criado por Adalberto, um antigo soldado que havia lutado contra os saxônios, ávaros ("hunos" no texto) e os eslavos de Ceroldo, irmão de Hildegarda, a segunda esposa de Carlos Magno; ele era também amigo do filho de Adalberto, Verimberto, outro monge de São galo, que morreu enquanto a obra estava sendo escrito. Seu professor foi Grimaldo de Reichenau, abade de São Galo entre 841 e 872, que fora, segundo o monge, um aluno de Alcuíno.
A obra sem título do "Monge, chamada por estudiosos modernos de "De Carolo Magno" ou "Gesta Caroli Magni", não é uma biografia e sim uma coleção de dois volumes de anedotas principalmente do imperador e sua família, cujas virtudes são constantemente invocadas. Ela foi escrita para Carlos, o Gordo, bisneto de Carlos Magno que visitou São Galo em 883. A obra tem sido desprezada pelos historiadores tradicionais, que se referem ao "Monge" como alguém que "tinha prazer em anedotas divertidas e histórias espirituosas, mas que era mal-informado sobre a verdadeira marcha dos eventos históricos" e descreve o trabalho todo como uma "massa de lenda, saga, invenção e descaso temerário": figuras históricas aparecem vivas quando estavam mortas; reivindicações são atribuídos a fontes falas (em um caso ele alega que "ao seu rei Pepino, o Breve, o sábio Beda devotou um livro inteiro de sua "História Eclesiástica do Povo Inglês" - não há relato algum disto na história de Beda, o que não surpreende, dado que Beda morreu em 735, durante o reinado do avô de Carlos Magno, Carlos Martel; e São Galo é frequentemente citado como um local nas anedotas sem considerações sobre a veracidade histórica (acredita-se que Pepino, o Corcunda, por exemplo, tenha sido enviado para São Galo como forma de punição por sua revolta e - em um tropo que deve muito à história de "Tarquínio e as papoulas" de Lívio - conseguiu uma promoção na rica Abadia de Prüm depois de convencer Carlos Magno com uma parábola sobre capinar cardos a executar outro grupo de rebeldes). O monge também goza e critica os bispos como sendo bem-nascidos incompetentes, exibidos em suas vestimentas e cansativos e preguiçosos nos hábitos; ao mesmo tempo, elogia o sábio e habilidoso governo do imperador. Diversos contos da obra do monge, como a dos nove anéis da fortaleza ávara, foram utilizadas em biografias modernas de Carlos Magno.